# Ходорки (Ошмянский район)
Ходорки (бел. Хадо́ркі) — хутор в Ошмянском районе Гродненской области Беларуси. Входит в состав Новосёловского сельсовета.

## География
Хутор находится в километре к северо-востоку от деревни Стодольники (бел. Стадольнікі). От хутора идет дорога на Стодольники и дальше — к автодороге Р-48, соединяющей агрогородок Ворона и город Ивье. На юго-восток от хутора менее чем в километре по прямой находится деревня Новодворцы, однако прямой дороги туда нет, а объездной путь — порядка 8 км.

## Климат
Климат здесь умеренный, с теплым летом и мягкой зимой. Средняя температура января — минус 6,6-5 °C,июля-плюс 17-18, 2 °C. Зимой преобладают южные ветры, летом-восточные и северо-восточные. Средняя скорость ветра 3 м/сек. Годовое количество осадков 520—640 мм.

## История
В начале XX века земли нынешнего хутора Ходорки относились к фольварку Сидоровича, насчитывали 40 жителей и 60 десятин земли, и относились к Ошмянскому уезду Виленской губернии.
До 2 декабря 1961 года хутор входил в состав Повяжинского сельсовета, до 12 ноября 1973 года — в состав Куцевичского сельсовета.

## Население
| 1999 | 2021 |
| ---- | ---- |
| 7    | ➘2   |